# Evergreen (álbum de PVRIS)
Evergreen es el cuarto álbum de la banda PVRIS. Fue lanzado el 14 de julio de 2023 a través del sello discográfico Hopeless Records. Fue precedido por el lanzamiento de cinco sencillos, el primero de los cuales fue una doble cara A de "Animal" y "Anywhere but Here", seguido de "Goddess", "Good Enemy", "Love Is a..." y "Evergreen".

## Antecedentes
Lynn Gunn describió el álbum como "una recuperación del control en nuestra cultura posterior a la pandemia, que plantea una discusión compleja sobre la fama, la tecnología, el espectáculo y la autonomía femenina", y también explicó que "no es [su] trabajo atender ciertas tendencias o la nostalgia de la gente "y ella tiene que" siempre aceptar los riesgos del cambio y confiar en que cada etapa de la vida de [su] música resonará con quien sea que esté destinada ".

## Lista de canciones
| N.º | Título                          | Duración |  |
| 1.  | «I Don't Wanna Do This Anymore» | 3:31     |  |
| 2.  | «Good Enemy»                    | 2:10     |  |
| 3.  | «Goddess»                       | 2:32     |  |
| 4.  | «Animal»                        | 2:51     |  |
| 5.  | «Hype Zombies»                  | 2:13     |  |
| 6.  | «Take My Nirvana»               | 2:47     |  |
| 7.  | «Senti-Mental»                  | 2:51     |  |
| 8.  | «Anywhere but Here»             | 3:46     |  |
| 9.  | «Headlights»                    | 2:58     |  |
| 10. | «Love Is a...»                  | 3:41     |  |
| 11. | «Evergreen»                     | 3:13     |  |